# 6493 Cathybennett
6493 Cathybennett (1992 CA) là một tiểu hành tinh vành đai chính bên trong được phát hiện ngày 2 tháng 2 năm 1992 bởi Helin, E. F. ở Palomar.